# Mario Savio

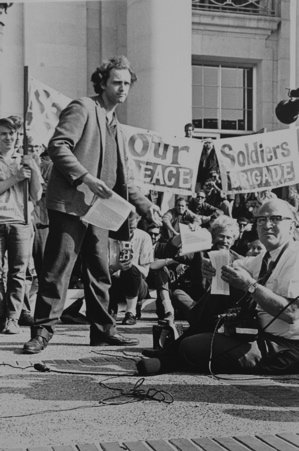
Mario Savio (de pé, à esquerda) no Sproul Hall em 1966

Mario Savio (8 de dezembro de 1942, Nova Iorque – 6 de novembro de 1996, Sebastopol, Califórnia) foi um ativista norte-americano e um importante membro do movimento Free Speech Movement de Berkeley. Ele ficou famoso por seus discursos entusiasmados, especialmente o discurso conhecido como "put your bodies upon the gears" feito no Sproul Hall, na Universidade da Califórnia em Berkeley em 2 de dezembro de 1964.
"Bodies upon the gears"
| “             | There's a time when the operation of the machine becomes so odious — makes you so sick at heart — that you can't take part. You can't even passively take part. And you've got to put your bodies upon the gears and upon the wheels, upon the levers, upon all the apparatus, and you've got to make it stop. And you've got to indicate to the people who run it, to the people who own it that unless you're free, the machine will be prevented from working at all. | ” |
| — Mario Savio | |   |

Tradução
| “ | Chega um tempo, que a operação de uma máquina se torna tão odiosa — faz tão mal ao coração — que você não pode fazer parte. Você não pode nem passivelmente fazer parte! Então é preciso jogar seus corpos contra as engrenagens, contra os mecanismos, contra as manivelas, contra todo o aparato! E você tem que fazê-lo parar! E você tem que chamar a atenção das pessoas que comandam isso, para as pessoas que mandam nisso, que se você não for livre, a máquina vai ser impedida de trabalhar de vez! | ” |

## Biografia
- Robert Cohen, Freedom's Orator: Mario Savio and the Radical Legacy of the 1960s (Oxford University Press, 2009).  ISBN 978-0-19-518293-4
- Robert Cohen and Reginald E. Zelnik, eds., The Free Speech Movement: Reflections on Berkeley in the 1960s (University of California Press, 2002).  ISBN 0-520-23354-9